# Kentavious Caldwell-Pope
Kentavious Tannell Caldwell-Pope (Thomaston, 18 febbraio 1993) è un cestista statunitense, professionista in NBA con i Memphis Grizzlies.

## Carriera

### High school
Nel suo anno da senior alla Greenville High School di Greenville in Georgia, Caldwell-Pope ha avuto una media di 31 punti e 8,2 rimbalzi a partita. Nel 2011 ha guidato i Patriots fino alle State Class A Final Four ed è stato selezionato per partecipare al McDonald's All-American Game.

### College
Caldwell-Pope, nonostante le offerte di Alabama, Florida State, Georgia Tech e Tennessee, decise di accettare l'offerta dell'Università della Georgia. Nel suo anno da freshman ha raggiunto il punto più alto con i 25 punti nella partita contro Ole Miss, miglior risultato da parte di una matricola dell'Università da 13 anni. Nel suo secondo anno, quello da sophomore, viene nominato "Giocatore dell'anno" della Southeastern Conference con una media di 18,5 punti e 7,1 rimbalzi a partita.

### NBA

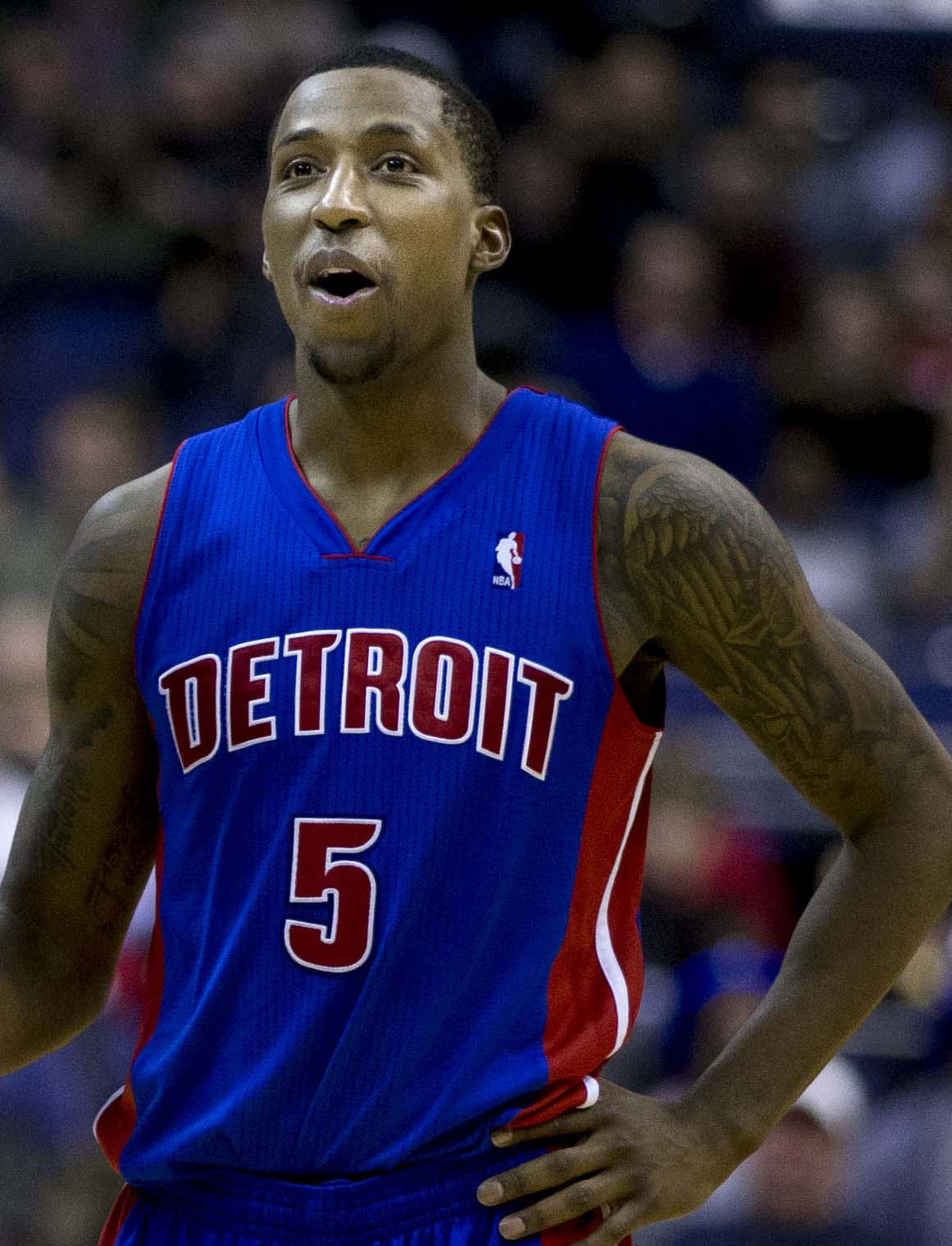
Caldwell-Pope con la maglia dei Detroit Pistons

Il 27 giugno 2013 viene selezionato come ottava scelta assoluta al Draft NBA dalla squadra dei Detroit Pistons. Sceglie la maglia numero 5. Il 26 aprile 2014 conseguì un career-high di 30 punti nella sconfitta per 112-111 contro gli Oklahoma City Thunder. La stagione 2014-15 inizia molto bene per lui, e culmina con la convocazione al Rising Star Challenge dell'All Star Game 2015. Il 1º febbraio 2017 fece registrare il suo nuovo career-high con 38 punti realizzati contro i New Orleans Pelicans.
Il 13 luglio 2017 firma con i Los Angeles Lakers.
Il 6 agosto 2021 passa ai Washington Wizards nell'ambito di una trade con i Los Angeles Lakers.

## Statistiche
| † | Denota una stagione in cui ha vinto il titolo |

### NCAA
| Anno      | Squadra          | PG | PT | MP   | TC%  | 3P%  | TL%  | RP  | AP  | PRP | SP  | PP   |
| --------- | ---------------- | -- | -- | ---- | ---- | ---- | ---- | --- | --- | --- | --- | ---- |
| 2011-2012 | Georgia Bulldogs | 32 | 28 | 32,2 | 39,6 | 30,4 | 65,4 | 5,2 | 1,2 | 1,8 | 0,3 | 13,2 |
| 2012-2013 | Georgia Bulldogs | 32 | 32 | 34,0 | 43,3 | 37,3 | 79,9 | 7,1 | 1,8 | 2,0 | 0,5 | 18,5 |
| Carriera  | Carriera         | 64 | 60 | 33,1 | 41,5 | 33,9 | 75,2 | 6,1 | 1,5 | 1,9 | 0,4 | 15,8 |

#### Massimi in carriera
- Massimo di punti: 32 vs Louisiana State (14 marzo 2013)[4]
- Massimo di rimbalzi: 14 vs Vanderbilt (27 febbraio 2013)
- Massimo di assist: 5 (2 volte)
- Massimo di palle rubate: 6 vs Louisiana State (19 gennaio 2013)
- Massimo di stoppate: 2 (3 volte)
- Massimo di minuti giocati: 42 (2 volte)

### NBA

#### Regular Season
| Anno       | Squadra         | PG  | PT  | MP   | TC%  | 3P%  | TL%  | RP  | AP  | PRP | SP  | PP   |
| ---------- | --------------- | --- | --- | ---- | ---- | ---- | ---- | --- | --- | --- | --- | ---- |
| 2013-2014  | Detroit Pistons | 80  | 41  | 19,8 | 39,6 | 31,9 | 77,0 | 2,0 | 0,7 | 0,9 | 0,2 | 5,9  |
| 2014-2015  | Detroit Pistons | 82  | 82  | 31,5 | 40,1 | 34,5 | 69,6 | 3,1 | 1,3 | 1,1 | 0,2 | 12,7 |
| 2015-2016  | Detroit Pistons | 76  | 76  | 36,7 | 42,0 | 30,9 | 81,1 | 3,7 | 1,8 | 1,4 | 0,2 | 14,5 |
| 2016-2017  | Detroit Pistons | 76  | 75  | 33,3 | 39,9 | 35,0 | 83,2 | 3,3 | 2,5 | 1,2 | 0,2 | 13,8 |
| 2017-2018  | L.A. Lakers     | 74  | 74  | 33,2 | 42,6 | 38,3 | 78,9 | 5,2 | 2,2 | 1,4 | 0,2 | 13,4 |
| 2018-2019  | L.A. Lakers     | 82  | 23  | 24,8 | 43,0 | 34,7 | 86,7 | 2,9 | 1,3 | 0,9 | 0,2 | 11,4 |
| 2019-2020† | L.A. Lakers     | 69  | 26  | 25,5 | 46,7 | 38,5 | 77,5 | 2,1 | 1,6 | 0,8 | 0,2 | 9,3  |
| 2020-2021  | L.A. Lakers     | 67  | 67  | 28,4 | 43,1 | 41,0 | 86,6 | 2,7 | 1,9 | 0,9 | 0,4 | 9,7  |
| 2021-2022  | Wash. Wizards   | 77  | 77  | 30,2 | 43,5 | 39,0 | 89,0 | 3,4 | 1,9 | 1,1 | 0,3 | 13,2 |
| 2022-2023† | Denver Nuggets  | 76  | 76  | 31,3 | 46,2 | 42,3 | 82,4 | 2,7 | 2,4 | 1,5 | 0,5 | 10,8 |
| 2023-2024  | Denver Nuggets  | 76  | 76  | 31,6 | 46,0 | 40,6 | 89,4 | 2,4 | 2,4 | 1,3 | 0,6 | 10,1 |
| 2024-2025  | Orlando Magic   | 77  | 77  | 29,6 | 43,9 | 34,2 | 86,3 | 2,2 | 1,8 | 1,3 | 0,4 | 8,7  |
| Carriera   | Carriera        | 912 | 770 | 29,6 | 42,8 | 36,7 | 82,2 | 3,0 | 1,8 | 1,2 | 0,3 | 11,2 |

#### Play-off
| Anno     | Squadra         | PG | PT | MP   | TC%  | 3P%  | TL%  | RP  | AP  | PRP | SP  | PP   |
| -------- | --------------- | -- | -- | ---- | ---- | ---- | ---- | --- | --- | --- | --- | ---- |
| 2016     | Detroit Pistons | 4  | 4  | 40,3 | 44,0 | 44,4 | 71,4 | 4,3 | 2,8 | 1,8 | 0,3 | 15,3 |
| 2020†    | L.A. Lakers     | 21 | 21 | 29,0 | 41,8 | 37,8 | 81,5 | 2,1 | 1,3 | 1,0 | 0,2 | 10,7 |
| 2021     | L.A. Lakers     | 5  | 5  | 29,2 | 37,9 | 21,1 | 100  | 2,8 | 1,0 | 1,0 | 0,0 | 6,2  |
| 2023†    | Denver Nuggets  | 20 | 20 | 33,6 | 45,7 | 38,0 | 82,9 | 3,3 | 1,6 | 1,3 | 0,7 | 10,6 |
| 2024     | Denver Nuggets  | 12 | 12 | 35,0 | 39,5 | 32,7 | 100  | 2,9 | 2,6 | 1,4 | 0,4 | 8,1  |
| 2025     | Orlando Magic   | 5  | 5  | 32,6 | 26,7 | 26,1 | 75,0 | 3,0 | 1,8 | 1,4 | 0,6 | 5,0  |
| Carriera | Carriera        | 67 | 67 | 32,4 | 41,8 | 35,8 | 84,3 | 2,8 | 1,7 | 1,2 | 0,4 | 9,7  |

#### Massimi in carriera
- Massimo di punti: 38 vs New Orleans Pelicans (1º febbraio 2017)[5]
- Massimo di rimbalzi: 14 vs Atlanta Hawks (26 febbraio 2018)
- Massimo di assist: 10 vs Los Angeles Clippers (25 novembre 2016)
- Massimo di palle rubate: 5 (3 volte)
- Massimo di stoppate: 4 vs Charlotte Hornets (23 dicembre 2023)
- Massimo di minuti giocati: 49 Chicago Bulls (18 dicembre 2015)

## Palmarès

### Squadra
- Campionato NBA: 2

Los Angeles Lakers: 2020
Denver Nuggets: 2023

### Individuale
- McDonald's All-American Game (2011)